# HMS Tulip (K29)
HMS Tulip (K29) je bila korveta razreda flower Kraljeve vojne mornarice, ki je bila operativna med drugo svetovno vojno.

## Zgodovina
Ladjo so maja 1947 prodali, jo leta 1950 preuredili v kitolovko, kar je ostala vse do razreza leta 1965 v Zahodni Nemčiji.